# Janowo (sielsowiet Łyntupy)
Janowo – dawny zaścianek. Tereny, na których był położony, leżą obecnie na Białorusi, w obwodzie witebskim, w rejonie postawskim, w sielsowiecie Łyntupy.

## Historia
W czasach zaborów zaścianek w gminie Świr, w powiecie święciańskim Imperium Rosyjskiego. W 1905 roku liczył 12 mieszkańców, 14 dziesięcin, własność Chomnickiego.
W dwudziestoleciu międzywojennym zaścianek leżał w Polsce, w województwie wileńskim, w powiecie święciańskim, w gminie Łyntupy.
W 1931 w 4 domach zamieszkiwało 27 osób.
Miejscowość należała do parafii rzymskokatolickiej w Łyntupach. Podlegała pod Sąd Grodzki w Łyntupach i Okręgowy w Wilnie; właściwy urząd pocztowy mieścił się w Łyntupach.